# Coupe d'Angleterre de football 1980-1981
Navigation
Coupe d'Angleterre 1979-1980 Coupe d'Angleterre 1981-1982
La Coupe d'Angleterre de football 1980-1981 est la 100e édition de la Coupe d'Angleterre de football. Le club de Tottenham Hotspur remporte sa sixième Coupe d'Angleterre de football au détriment de Manchester City sur le score de 3-2 au cours d'une finale rejouée après un premier match nul 1-1 dans l'enceinte du stade de Wembley à Londres.

## Quarts de finale
Les matchs sont joués le 7 mars 1981.
| Équipe 1          | Résultat | Équipe 2                |
| ----------------- | -------- | ----------------------- |
| Nottingham Forest | 3 - 3    | Ipswich Town            |
| Everton FC        | 2 - 2    | Manchester City         |
| Tottenham Hotspur | 2 - 0    | Exeter City             |
| Middlesbrough     | 1 - 1    | Wolverhampton Wanderers |

Les trois matchs se terminant sur un résultat nul sont rejoués le 10 et 11 mars.
| Équipe 1                | Résultat | Équipe 2          |
| ----------------------- | -------- | ----------------- |
| Wolverhampton Wanderers | 3 - 1    | Middlesbrough     |
| Ipswich Town            | 1 - 0    | Nottingham Forest |
| Manchester City         | 3 - 1    | Everton FC        |

## Demi-finales
Les demi-finales se jouent le 11 avril 1981.
| Équipe 1          | Résultat | Équipe 2                |
| ----------------- | -------- | ----------------------- |
| Tottenham Hotspur | 2 - 2    | Wolverhampton Wanderers |
| Manchester City   | 1 - 0    | Ipswich Town            |

Le match Tottenham contre Wolverhampton est rejoué le 15 avril.
| Équipe 1          | Résultat | Équipe 2                |
| ----------------- | -------- | ----------------------- |
| Tottenham Hotspur | 3 - 0    | Wolverhampton Wanderers |

## Finale
Lors de la finale le joueur de Manchester Tommy Hutchison sera seul buteur du match avec un but pour son club et un but contre son camp, avec un score de 1-1 la finale doit être rejouée.
| Finale de la Coupe d'Angleterre 1981 | Tottenham Hotspur | 1 – 1   | Manchester City | Wembley Stadium, Londres                        |                                                 |
| 9 mai 1981                           |                   | (1 – 0) |                 | Spectateurs : 100 000 Arbitrage : Keith Hackett | Spectateurs : 100 000 Arbitrage : Keith Hackett |
| 9 mai 1981                           | (Rapport)         |         |                 | Spectateurs : 100 000 Arbitrage : Keith Hackett | Spectateurs : 100 000 Arbitrage : Keith Hackett |

La finale est rejouée le 14 mai 1981.
| Finale de la Coupe d'Angleterre 1981 | Tottenham Hotspur | 3 – 2   | Manchester City | Wembley Stadium, Londres                        |                                                 |
| 14 mai 1981                          |                   | (1 – 1) |                 | Spectateurs : 100 000 Arbitrage : Keith Hackett | Spectateurs : 100 000 Arbitrage : Keith Hackett |
| 14 mai 1981                          | (Rapport)         |         |                 | Spectateurs : 100 000 Arbitrage : Keith Hackett | Spectateurs : 100 000 Arbitrage : Keith Hackett |

L'Argentin Ricardo Villa de Tottenham marque un doublé lors de cette finale, le but de la victoire sera élu en 2000, plus beau but marqué dans une finale à Wembley,.